# Julia Görges
Julia Görges (* 2. November 1988 in Bad Oldesloe) ist eine ehemalige deutsche Tennisspielerin.

## Karriere
Mit dem Tennisspielen begann sie als Fünfjährige beim THC BW Bad Oldesloe. Im Alter von zwölf Jahren wechselte sie zum THC Ahrensburg. Als Jugendliche war sie Landesmeisterin von Schleswig-Holstein (U 14) und als 17-Jährige bereits Landesmeisterin der Frauen.

### 2005 bis 2007 – Anfänge im Profitennis
Seit 2005 wird Görges in der WTA-Weltrangliste geführt. Sie spielte zunächst hauptsächlich ITF-Turniere in Deutschland und konnte 2006 gleich bei ihrem ersten Finaleinzug in Wahlstedt den ersten Einzeltitel feiern. Görges spielte zu der Zeit für den TC Rot Weiß Wahlstedt. Nur eine Woche später folgte bei einem Turnier in Bielefeld der nächste Titelgewinn. Im Finale des Turniers in Erding musste sie verletzungsbedingt aufgeben. 
Ihr Aufstieg begann im März 2007 in Doha, wo sie erstmals das Hauptfeld eines WTA-Turniers erreichte. Mit einer Wildcard für die Qualifikation kämpfte sie sich bis ins Achtelfinale vor, in dem sie der Weltranglistenfünften Swetlana Kusnezowa unterlag. 
Es war ihre erste Partie gegen eine Top-Ten-Spielerin. Weitere ITF-Turniersiege folgten, bevor Görges im August 2007 in Stockholm zum ersten Mal das Halbfinale eines WTA-Turniers erreichte. Im selben Monat feierte sie auch ihr Debüt im Hauptfeld eines Grand-Slam-Turniers. Bei den US Open scheiterte sie aber bereits in Runde eins mit 0:6, 3:6 an der Weltranglistenersten Justine Henin. Ende 2007 wurde Görges in Biberach Deutsche Vizemeisterin; im Finale unterlag sie Andrea Petković, gegen die sie auch 2009 im Halbfinale der deutschen Meisterschaften in Offenburg verlor.

### 2008 bis 2010 – Aufstieg in der Weltrangliste

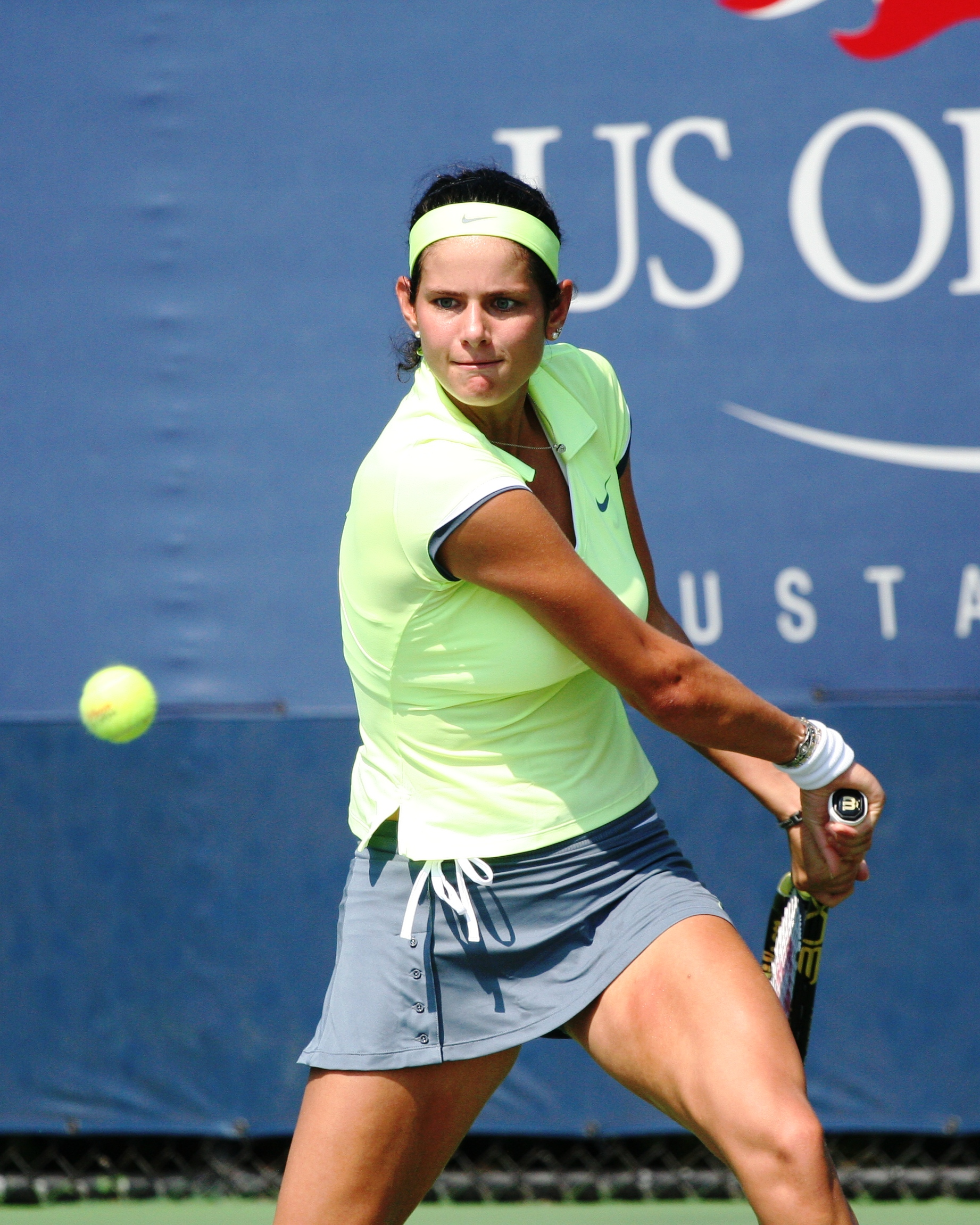
2010 spielte Görges erstmals im Hauptfeld aller Grand-Slam-Turniere (Bild US Open)

Zu Beginn des Jahres 2008 reiste Görges zu den Turnieren in Australien, bei denen sie jeweils in der Qualifikation scheiterte. Für die Viertelfinalpartie gegen die USA wurde sie von Barbara Rittner erstmals für das deutsche Fed-Cup-Team nominiert. Bei ihrem Debüt war sie gegen Lindsay Davenport jedoch chancenlos (1:6, 2:6). 
Görges stand Ende Mai 2008 erstmals in den Top 100 der Weltrangliste. Bei ihrer Wimbledon-Premiere fehlten ihr dann nur fünf Minuten, um den Turnierrekord für das längste Match in der Geschichte des Frauenwettbewerbs einzustellen. Drei Stunden und vierzig Minuten dauerte die Erstrundenpartie gegen Katarina Srebotnik, die Görges am Ende mit 4:6, 7:66, 16:14 für sich entscheiden konnte. 
Ab Ende 2008 trainierte sie mit Sascha Nensel, der ab Mai 2009 auch offiziell ihr Trainer war.
Bei den Australian Open schied Görges 2009 in der ersten Runde gegen Ana Ivanović aus. Auch in Wimbledon und bei den US Open verlor sie jeweils ihr Auftaktmatch. Einen Einzeltitel konnte sie beim ITF-Turnier in Biarritz feiern. Im Doppel war sie 2009 mit mehreren Finalteilnahmen auch auf der WTA Tour erfolgreich. Ihren ersten WTA-Titel feierte sie mit Vladimíra Uhlířová in Portorož.
2010 erreichte Görges bei den Australian Open die zweite Runde, in der sie gegen Caroline Wozniacki ausschied. Es folgten WTA-Turniere in den USA, bei denen sie nicht über die zweite Runde hinauskam. Auch bei den French Open schied sie in Runde zwei gegen die Weltranglistenerste Serena Williams aus. In Wimbledon musste sie sich bereits in der ersten Runde Marion Bartoli geschlagen geben. Beim ITF-Turnier in Biarritz konnte sie ihren Titel aus dem Vorjahr verteidigen und den ersten Saisontitel feiern. Außerdem gewann sie dort mit Sharon Fichman die Doppelkonkurrenz. 
Am 25. Juli 2010 sicherte sich Görges ihren ersten WTA-Titel im Einzel. Durch den Zweisatzsieg gegen Timea Bacsinszky in Bad Gastein kletterte sie in der WTA-Weltrangliste auf Rang 42 und war damit nach Andrea Petković die bestplatzierte deutsche Spielerin. Nach einer Niederlage in der zweiten Runde der US Open gegen Yanina Wickmayer zog sie ins Finale des WTA-Turniers in Luxembourg ein, in dem sie gegen Roberta Vinci mit 3:6, 4:6 verlor. Weitere Turniersiege im Doppel gelangen 2010 bei den WTA-Turnieren in Kopenhagen mit Anna-Lena Grönefeld und in Seoul mit Polona Hercog sowie beim ITF-Turnier in Dubai. Görges beendete ihr bis dahin erfolgreichstes Profijahr auf Rang 40 der Einzel- und Rang 36 der Doppelweltrangliste.

### 2011 bis 2016

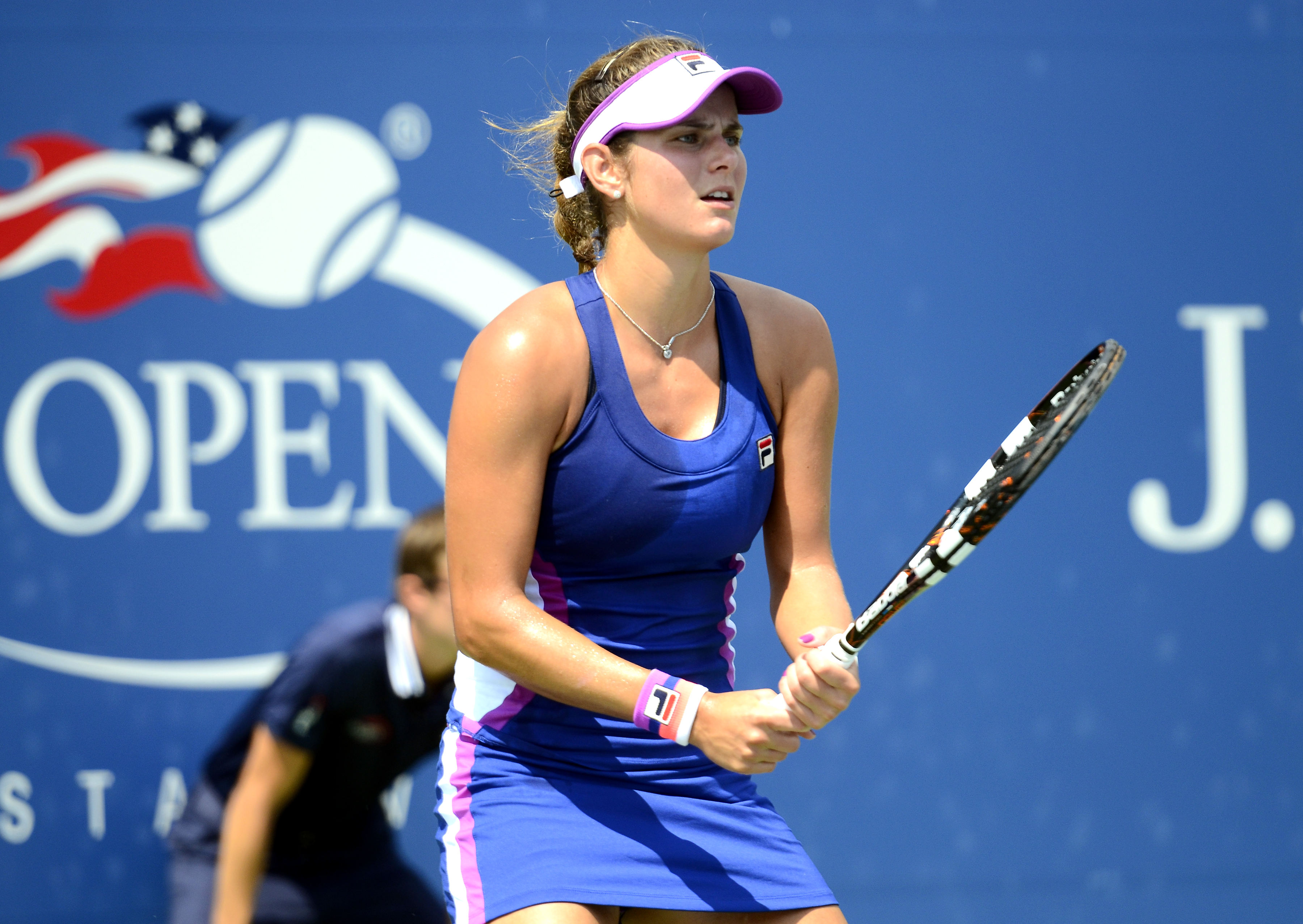
Görges bei den US Open 2014

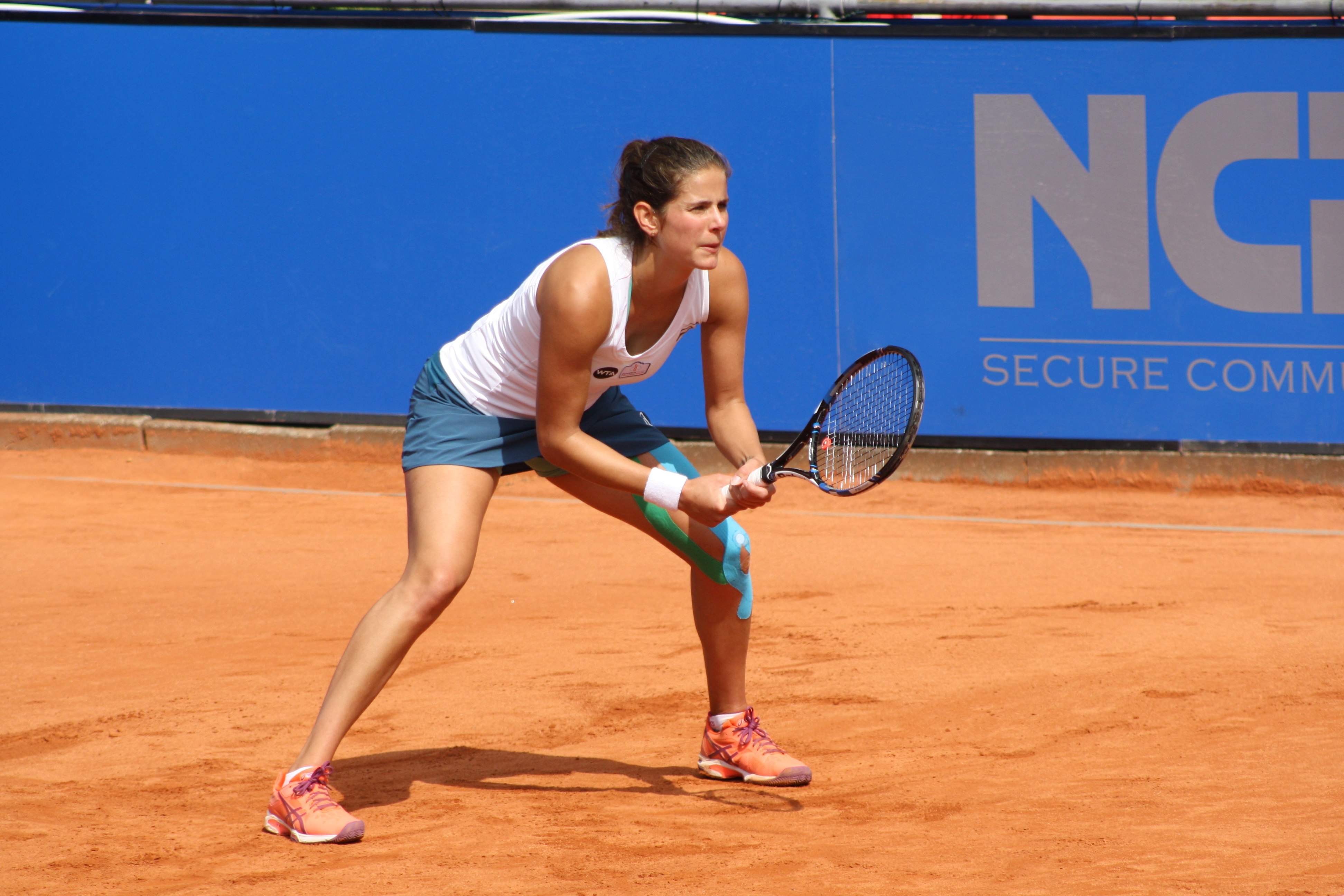
Görges beim Nürnberger Versicherungscup 2016

Beim Fed-Cup-Playoff gegen die USA im April 2011 gewann Görges sowohl ihr Einzel gegen Melanie Oudin (6:2, 7:65) als auch das Doppel an der Seite von Anna-Lena Grönefeld. Mit einem glatten 5:0-Sieg stieg Deutschland wieder in die erste Weltgruppe auf.
Ihr bis dato größter Erfolg gelang Görges am 24. April 2011 mit dem Gewinn des WTA-Turniers in Stuttgart. Im Endspiel bezwang sie mit Caroline Wozniacki die Nummer eins der Weltrangliste, nachdem sie mit Samantha Stosur bereits im Halbfinale eine Top-Ten-Spielerin besiegt hatte. In Madrid, wo sie in Runde drei erneut Wozniacki in drei Sätzen bezwingen konnte, erreichte sie ein weiteres Halbfinale, in dem sie Wiktoryja Asaranka in zwei Sätzen unterlag.
Bei den French Open, zu denen Görges als Nummer 18 der Welt anreiste, erreichte sie mit einem Dreisatzsieg über Lucie Šafářová erstmals die dritte Runde, verlor ihr nachfolgendes Match gegen Marion Bartoli nach gutem Beginn aber noch in drei Sätzen. In der Doppelkonkurrenz zog sie an der Seite von Andrea Petković nach einem umkämpften Tiebreak im entscheidenden Satz ins Achtelfinale ein, wo die beiden der Paarung Nadja Petrowa/Anastasia Rodionova in zwei Sätzen unterlagen. 
In Wimbledon ging Görges als 16. der Weltrangliste an den Start und erreichte mühelos die dritte Runde, in der sie Dominika Cibulková in drei Sätzen unterlag. Im Doppel scheiterte sie mit Partnerin Marija Kirilenko, an Position 9 gesetzt, bereits in Runde eins. In Bad Gastein musste sie als Nummer 1 des Tableaus eine Erstrundenniederlage hinnehmen, wie später auch in Stanford (USA) gegen die an 6 gesetzte Kirilenko. Auch in San Diego folgte nach einem Freilos das Aus bereits im Auftaktmatch gegen Sloane Stephens (3:6, 5:7), die ihre erste Saison auf der Tour spielte.
Im Januar 2012 konnte Julia Görges mit ihrem Einzug ins Achtelfinale bei den Australian Open ihr bestes Ergebnis bei einem Grand-Slam-Turnier feiern; bei den beiden folgenden erreichte sie zweimal die dritte Runde. Bei den French Open servierte sie mit 203 km/h den schnellsten Aufschlag der Saison. 
Bei den US Open scheiterte sie jedoch bereits in der ersten Runde an der Qualifikantin Kristýna Plíšková. Im Doppel schied sie bei den Grand-Slam-Turnieren einmal in der zweiten Runde und zweimal in der ersten Runde aus. Nur bei den US Open gelang ihr der Einzug ins Viertelfinale. Für den Fed Cup absolvierte sie 2012 jeweils zwei Einzel und Doppel, wobei sie nur einmal, an der Seite von Andrea Petković, gewinnen konnte. Im Einzel verbuchte sie 2012 zwei Finalteilnahmen in Dubai und in Linz. Im Doppel war sie erfolgreicher; neben den beiden Endspielteilnahmen in Auckland und Stuttgart landete sie an der Seite von Jill Craybas auch einen Turniersieg in Bad Gastein. Es war ihr vierter Doppeltitel auf der WTA Tour.
Das Jahr 2013 begann wie das vorangegangene; sie zog in Auckland ins Doppelfinale ein, das sie erneut im Match-Tiebreak verlor. Bei den Australian Open zog sie im Einzel ins Achtelfinale und im Doppel in die zweite Runde ein. Nach frühen Niederlagen fiel sie am 12. Mai 2014 aus den Top 100. 
Im Juli zog sie in Stanford ins Doppelfinale ein. Im Einzel konnte sie 2013 nicht eine Finalteilnahme verbuchen. Der Fed Cup verlief dagegen mit zwei Einzel- und einem Doppelsieg erfolgreicher.
Bei den French Open erreichte sie mit ihrem Partner Nenad Zimonjić das Finale des Mixed-Wettbewerbs, in dem sie sich der Paarung Anna-Lena Grönefeld und Jean-Julien Rojer 6:4, 2:6, [7:10] geschlagen geben mussten. 
Im Fed Cup bestritt sie 2014 zwei Doppelpartien an der Seite von Anna-Lena Grönefeld, die beide verloren gingen. Zudem erreichte sie 2014 mit ihrer Partnerin Andrea Hlaváčková das Doppelfinale des WTA-Turniers in Québec, in dem sie Lucie Hradecká und Mirjana Lučić-Baroni in zwei Sätzen unterlagen.
Im Jahr 2015 stand sie wie 2012 und 2013 im Achtelfinale der Australian Open, in dem sie Jekaterina Makarowa mit 3:6, 2:6 unterlag. Bei den French Open erreichte sie zum ersten Mal in ihrer Karriere das Achtelfinale; dort schied sie mit 2:6, 2:6 gegen Sara Errani aus. 
In Wimbledon scheiterte sie dagegen schon in der ersten Runde mit 2:6 und 5:7 an der an Position 15 gesetzten Timea Bacsinszky. Auch bei den US Open kam das Aus schon in Runde eins. Görges unterlag der an Position 32 gesetzten Slowakin Anna Karolína Schmiedlová mit 3:6 und 4:6.
Nach sieben Jahren trennte sich Görges 2015 von ihrem Coach Sascha Nensel. Ihr neuer Trainer wurde Michael Geserer, der sie schon seit 2014 beim Bundesligisten Rot-Blau Regensburg trainiert hatte.
Anfang 2016 erreichte sie das Finale in Auckland, das sie gegen Sloane Stephens mit 5:7 und 2:6 verlor. Ein weiterer Finaleinzug gelang ihr mit Doppelpartnerin Karolína Plíšková beim WTA-Turnier von Indian Wells, wo sie mit 6:4, 4:6 und [6:10] gegen Bethanie Mattek-Sands/Coco Vandeweghe verloren. Mit dem TC Rot-Blau Regensburg gewann sie zudem 2016 die deutsche Mannschaftsmeisterschaft.

### 2017 bis 2019 – erstmals Top Ten

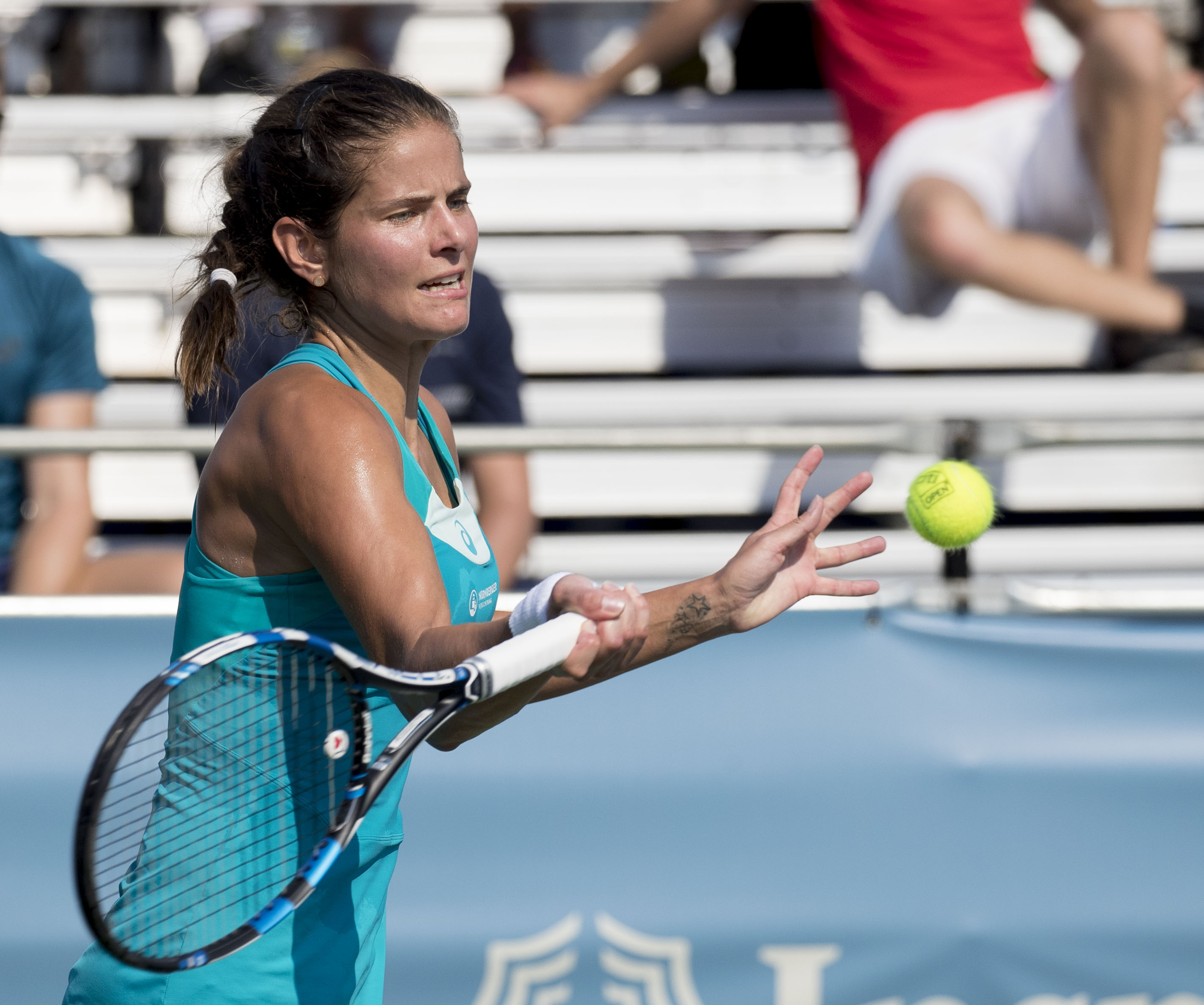
Julia Görges (2017)

Nach mehr als sechs Jahren gelang ihr 2017 in Moskau wieder ein Titelgewinn bei einem WTA-Turnier. Damit qualifizierte sie sich für die WTA Elite Trophy in Zhuhai, die sie ebenfalls gewann. Im Finale besiegte sie dort Coco Vandeweghe in zwei Sätzen. Bei der Fed-Cup-Relegation gegen die Ukraine gewann sie ihre beiden Einsätze und trug so entscheidend zum 3:2-Sieg und Verbleib in der Weltgruppe bei. Zudem gewann sie 2017 erneut die deutsche Mannschaftsmeisterschaft.
2018 schlug sie im Finale des Turniers von Auckland die Weltranglistendritte Caroline Wozniacki, die sie im Vorjahr im Viertelfinale bezwungen hatte, und gewann damit ihr drittes Turnier in Folge. Bei den Australian Open schied Görges bereits in der zweiten Runde aus. Im Februar 2018 wurde Görges erstmals in ihrer Karriere als Nummer zehn der Welt in den Top Ten geführt.
Bei der St. Petersburg Ladies Trophy erreichte sie das Halbfinale, in dem sie Petra Kvitová mit 5:7, 6:4 und 2:6 unterlag. In Doha erreichte sie das Viertelfinale, hier war erneut Petra Kvitová zu stark. Im April gelang es ihr in Charleston, in ihr zweites Finale 2018 einzuziehen. Sie verlor in zwei Sätzen gegen Kiki Bertens. Beim verlorenen Fed-Cup-Halbfinale gegen Tschechien gewann sie ihr erstes Einzel gegen Karolína Plíšková, das zweite, gegen Petra Kvitová, ging verloren. Bei den French Open verlor sie ihr Drittrundenmatch gegen Serena Williams. In Wimbledon erzielte sie den bis dato größten Erfolg ihrer Karriere und zog ins Halbfinale ein, wo sie erneut auf Serena Williams traf und in zwei Sätzen unterlag. 
Durch den Einzug ins Halbfinale gelang ihr die Rückkehr in die Top Ten. Bei den darauf folgenden Turnieren in Moskau, Montreal und New Haven erreichte sie jeweils das Viertel-, das Achtel- und das Halbfinale. Bei den US Open unterlag sie in der zweiten Runde Jekaterina Makarowa. Bei den Turnieren in Wuhan und Peking schied sie in der zweiten bzw. in der dritten Runde aus. Im Oktober feierte sie ihren zweiten Turniersieg der Saison beim WTA-Turnier in Luxemburg. Bei der WTA Elite Trophy in Zhuhai erreichte sie das Halbfinale, wo sie gegen Ashleigh Barty unterlag.
Die Saison 2019 begann für Julia Görges positiv, sie konnte ihren Titel in Auckland verteidigen. Im Finale bezwang sie Bianca Andreescu in drei Sätzen. Bei den Australian Open war dann allerdings bereits in der ersten Runde Schluss, sie verlor gegen Danielle Collins. Nach ihrem frühen Ausscheiden bei den French Open trennte sich Görges von ihrem Tennislehrer Michael Geserer. Neuer Trainer wurde Sebastian Sachs. Von diesem trennte sie sich Anfang Oktober. Ihr neuer Trainer wurde der bisherige deutsche Fed-Cup-Kapitän Jens Gerlach, von dem sie sich im März 2020 ebenfalls trennte. 
Am 21. Oktober 2020 gab sie ihr Karriereende bekannt.
Julia Görges spielte für den Bundesligisten TC Rot-Blau Regensburg.

## Persönliches
Julia Görges ist die Tochter eines Ehepaars von Versicherungskaufleuten. Bis zur Mittleren Reife besuchte sie die Theodor-Mommsen-Schule, ein Gymnasium in Bad Oldesloe. Ab Oktober 2010 besuchte sie die Dorothea-Schlözer-Schule in Lübeck mit dem Ziel Fachhochschulreife. Seit Dezember 2019 ist sie mit dem Mitte November 2024 zurückgetretenen, niederländischen Tennisspieler Wesley Koolhof (* 1989) liiert. Am 14. Dezember 2024 heiratete das Paar. Es lebt im niederländischen Arnhem.

## Erfolge

### Einzel

#### Turniersiege
| Nr. | Datum            | Turnier     | Kategorie         | Belag             | Finalgegnerin           | Ergebnis      |
| --- | ---------------- | ----------- | ----------------- | ----------------- | ----------------------- | ------------- |
| 1.  | August 2006      | Wahlstedt   | ITF $10.000       | Sand              | Maria Geznenge          | 6:3, 6:2      |
| 2.  | August 2006      | Bielefeld   | ITF $10.000       | Sand              | Andrea Sieveke          | 6:4, 4:6, 6:3 |
| 3.  | Mai 2007         | Antalya     | ITF $25.000       | Sand              | Kathrin Wörle           | 7:65, 6:4     |
| 4.  | Juli 2007        | Bukarest    | ITF $25.000       | Sand              | Dia Ewtimowa            | 6:0, 6:1      |
| 5.  | Juli 2009        | Biarritz    | ITF $100.000      | Sand              | Kazjaryna Dsehalewitsch | 7:5, 6:0      |
| 6.  | Juli 2010        | Biarritz    | ITF $100.000      | Sand              | Sophie Ferguson         | 6:2, 6:2      |
| 7.  | 25. Juli 2010    | Bad Gastein | WTA International | Sand              | Timea Bacsinszky        | 6:1, 6:4      |
| 8.  | 24. April 2011   | Stuttgart   | WTA Premier       | Sand (Halle)      | Caroline Wozniacki      | 7:63, 6:3     |
| 9.  | 21. Oktober 2017 | Moskau      | WTA Premier       | Hartplatz (Halle) | Darja Kassatkina        | 6:1, 6:2      |
| 10. | 5. November 2017 | Zhuhai      | WTA Elite Trophy  | Hartplatz (Halle) | Coco Vandeweghe         | 7:5, 6:1      |
| 11. | 7. Januar 2018   | Auckland    | WTA International | Hartplatz         | Caroline Wozniacki      | 6:4, 7:64     |
| 12. | 20. Oktober 2018 | Luxemburg   | WTA International | Hartplatz (Halle) | Belinda Bencic          | 6:4, 7:5      |
| 13. | 6. Januar 2019   | Auckland    | WTA International | Hartplatz         | Bianca Andreescu        | 2:6, 7:5, 6:1 |

#### Finalteilnahmen
| Nr. | Datum            | Turnier    | Kategorie         | Belag             | Turniersiegerin      | Ergebnis       |
| --- | ---------------- | ---------- | ----------------- | ----------------- | -------------------- | -------------- |
| 1.  | 24. Oktober 2010 | Luxemburg  | WTA International | Hartplatz (Halle) | Roberta Vinci        | 3:6, 4:6       |
| 2.  | 25. Februar 2012 | Dubai      | WTA Premier       | Hartplatz         | Agnieszka Radwańska  | 5:7, 4:6       |
| 3.  | 14. Oktober 2012 | Linz       | WTA International | Hartplatz (Halle) | Wiktoryja Asaranka   | 3:6, 4:6       |
| 4.  | 9. Januar 2016   | Auckland   | WTA International | Hartplatz         | Sloane Stephens      | 5:7, 2:6       |
| 5.  | 25. Juni 2017    | Mallorca   | WTA International | Rasen             | Anastasija Sevastova | 4:6, 6:3, 3:6  |
| 6.  | 23. Juli 2017    | Bukarest   | WTA International | Sand              | Irina-Camelia Begu   | 3:6, 5:7       |
| 7.  | 6. August 2017   | Washington | WTA International | Hartplatz         | Jekaterina Makarowa  | 6:3, 6:72, 0:6 |
| 8.  | 8. April 2018    | Charleston | WTA Premier       | Sand              | Kiki Bertens         | 2:6, 1:6       |
| 9.  | 23. Juni 2019    | Birmingham | WTA Premier       | Rasen             | Ashleigh Barty       | 3:6, 5:7       |
| 10. | 20. Oktober 2019 | Luxemburg  | WTA International | Hartplatz (Halle) | Jeļena Ostapenko     | 4:6, 1:6       |

### Doppel

#### Turniersiege
| Nr. | Datum              | Turnier     | Kategorie         | Belag             | Partnerin            | Finalgegnerinnen                        | Ergebnis          |
| --- | ------------------ | ----------- | ----------------- | ----------------- | -------------------- | --------------------------------------- | ----------------- |
| 1.  | August 2006        | Wahlstedt   | ITF $10.000       | Sand              | Laura Siegemund      | Raluca Ciulei Neda Kozić                | 6:1, 6:3          |
| 2.  | Juni 2007          | Bukarest    | ITF $25.000       | Sand              | Vojislava Lukić      | Laura-Ioana Andrei Mădălina Gojnea      | 6:2, 6:4          |
| 3.  | November 2007      | Ismaning    | ITF $25.000       | Teppich (Halle)   | Kristina Barrois     | Andrea Hlaváčková Lucie Hradecká        | 2:6, 6:2, [10:7]  |
| 4.  | 25. Juli 2009      | Portorož    | WTA International | Hartplatz         | Vladimíra Uhlířová   | Camille Pin Klára Zakopalová            | 6:4, 6:2          |
| 5.  | Dezember 2009      | Dubai       | ITF $75.000       | Hartplatz         | Oksana Kalaschnikowa | Vladimíra Uhlířová Renata Voráčová      | 4:6, 6:2, [10:8]  |
| 6.  | Juli 2010          | Biarritz    | ITF $100.000      | Sand              | Sharon Fichman       | Lourdes Domínguez Lino Monica Niculescu | 7:5, 6:4          |
| 7.  | 7. August 2010     | Kopenhagen  | WTA International | Hartplatz (Halle) | Anna-Lena Grönefeld  | Witalija Djatschenko Tazzjana Putschak  | 6:4, 6:4          |
| 8.  | 26. September 2010 | Seoul       | WTA International | Hartplatz         | Polona Hercog        | Natalie Grandin Vladimira Uhlířová      | 6:3, 6:4          |
| 9.  | Dezember 2010      | Dubai       | ITF $75.000       | Hartplatz         | Petra Martić         | Sania Mirza Vladimíra Uhlířová          | 6:4, 7:67         |
| 10. | 17. Juni 2012      | Bad Gastein | WTA International | Sand              | Jill Craybas         | Anna-Lena Grönefeld Petra Martić        | 6:74, 6:4, [11:9] |
| 11. | 29. August 2015    | New Haven   | WTA Premier       | Hartplatz         | Lucie Hradecká       | Chuang Chia-jung Liang Chen             | 6:3, 6:1          |

#### Finalteilnahmen
| Nr. | Datum              | Turnier      | Kategorie             | Belag             | Partnerin           | Turniersiegerinnen                        | Ergebnis          |
| --- | ------------------ | ------------ | --------------------- | ----------------- | ------------------- | ----------------------------------------- | ----------------- |
| 1.  | 27. Juli 2009      | Istanbul     | WTA International     | Sand              | Patty Schnyder      | Lucie Hradecká Renata Voráčová            | 6:2, 3:6, [10:12] |
| 2.  | 12. Juli 2010      | Palermo      | WTA International     | Sand              | Jill Craybas        | Alberta Brianti Sara Errani               | 1:6, 4:6          |
| 3.  | 17. Juli 2011      | Bad Gastein  | WTA International     | Sand              | Jarmila Gajdošová   | Eva Birnerová Lucie Hradecká              | 6:4, 2:6, [10:12] |
| 4.  | 16. Oktober 2011   | Linz         | WTA International     | Hartplatz (Halle) | Anna-Lena Grönefeld | Marina Eraković Jelena Wesnina            | 5:7, 1:6          |
| 5.  | 7. Januar 2012     | Auckland     | WTA International     | Hartplatz         | Flavia Pennetta     | Andrea Hlaváčková Lucie Hradecká          | 7:62, 2:6, [7:10] |
| 6.  | 29. April 2012     | Stuttgart    | WTA Premier           | Sand (Halle)      | Anna-Lena Grönefeld | Iveta Benešová Barbora Záhlavová-Strýcová | 4:6, 5:7          |
| 7.  | 5. Januar 2013     | Auckland     | WTA International     | Hartplatz         | Jaroslawa Schwedowa | Cara Black Anastasia Rodionova            | 6:2, 2:6, [5:10]  |
| 8.  | 28. Juli 2013      | Stanford     | WTA Premier           | Hartplatz         | Darija Jurak        | Abigail Spears Raquel Kops-Jones          | 2:6, 6:74         |
| 9.  | 14. September 2014 | Québec       | WTA International     | Teppich (Halle)   | Andrea Hlaváčková   | Lucie Hradecká Mirjana Lučić-Baroni       | 3:6, 6:78         |
| 10. | 19. März 2016      | Indian Wells | WTA Premier Mandatory | Hartplatz         | Karolína Plíšková   | Bethanie Mattek-Sands Coco Vandeweghe     | 6:4, 4:6, [6:10]  |

## Karrierestatistik und Turnierbilanz

### Einzel
| Turnier                      | 2005              | 2006              | 2007              | 2008              | 2009              | 2010              | 2011              | 2012              | 2013              | 2014              | 2015              | 2016             | 2017              | 2018              | 2019              | 2020              | Titel / Teiln. | Titel / Teiln. |
| ---------------------------- | ----------------- | ----------------- | ----------------- | ----------------- | ----------------- | ----------------- | ----------------- | ----------------- | ----------------- | ----------------- | ----------------- | ---------------- | ----------------- | ----------------- | ----------------- | ----------------- | -------------- | -------------- |
| Australian Open              | –                 | –                 | –                 | Q2                | 1                 | 2                 | 3                 | AF                | AF                | 2                 | AF                | 2                | 2                 | 2                 | 1                 | 3                 | 0 / 12         | 0 / 12         |
| French Open                  | –                 | –                 | –                 | Q3                | 1                 | 2                 | 3                 | 3                 | 1                 | 2                 | AF                | 2                | 1                 | 3                 | 1                 | 2                 | 0 / 12         | 0 / 12         |
| Wimbledon                    | –                 | –                 | –                 | 2                 | 1                 | 1                 | 3                 | 3                 | 1                 | 1                 | 1                 | 1                | 1                 | HF                | 3                 | n. a.             | 0 / 12         | 0 / 12         |
| US Open                      | –                 | –                 | 1                 | 1                 | 1                 | 2                 | 3                 | 1                 | 1                 | 1                 | 1                 | 2                | AF                | 2                 | AF                | –                 | 0 / 13         | 0 / 13         |
| Doha                         | andere Kategorie  | andere Kategorie  | andere Kategorie  | 1                 | n. a. bzw. a. K.  | n. a. bzw. a. K.  | n. a. bzw. a. K.  | 2                 | –                 | –                 | a. K.             | 1                | a. K.             | VF                | a. K.             | 1                 | 0 / 5          | 0 / 5          |
| Dubai                        | andere Kategorie  | andere Kategorie  | andere Kategorie  | andere Kategorie  | –                 | –                 | –                 | andere Kategorie  | andere Kategorie  | andere Kategorie  | 1                 | a. K.            | –                 | a. K.             | 1                 | a. K.             | 0 / 2          | 0 / 2          |
| Indian Wells                 | –                 | –                 | –                 | Q1                | Q1                | 2                 | 3                 | AF                | 3                 | 2                 | 1                 | 1                | 3                 | 3                 | 3                 | n. a.             | 0 / 10         | 0 / 10         |
| Miami                        | –                 | –                 | –                 | –                 | 2                 | 2                 | 1                 | 2                 | 2                 | Q2                | 2                 | 3                | 3                 | 2                 | 3                 | n. a.             | 0 / 10         | 0 / 10         |
| Berlin                       | –                 | –                 | Q1                | 1                 | n. a. bzw. a. K.  | n. a. bzw. a. K.  | n. a. bzw. a. K.  | n. a. bzw. a. K.  | n. a. bzw. a. K.  | n. a. bzw. a. K.  | n. a. bzw. a. K.  | n. a. bzw. a. K. | n. a. bzw. a. K.  | n. a. bzw. a. K.  | n. a. bzw. a. K.  | n. a. bzw. a. K.  | 0 / 1          | 0 / 1          |
| Madrid                       | nicht ausgetragen | nicht ausgetragen | nicht ausgetragen | nicht ausgetragen | –                 | –                 | HF                | 1                 | 2                 | 1                 | 2                 | Q1               | 1                 | AF                | 1                 | n. a.             | 0 / 8          | 0 / 8          |
| Rom                          | –                 | –                 | –                 | –                 | –                 | –                 | –                 | AF                | 2                 | Q2                | Q1                | 1                | AF                | –                 | 2                 | 1                 | 0 / 6          | 0 / 6          |
| Kanada                       | –                 | –                 | –                 | –                 | –                 | –                 | 2                 | 1                 | 1                 | Q2                | 2                 | –                | 1                 | AF                | 2                 | n. a.             | 0 / 7          | 0 / 7          |
| Cincinnati                   | andere Kategorie  | andere Kategorie  | andere Kategorie  | andere Kategorie  | –                 | –                 | 1                 | 2                 | 1                 | Q2                | 1                 | Q1               | VF                | 1                 | 1                 | –                 | 0 / 7          | 0 / 7          |
| Tokio                        | –                 | –                 | –                 | –                 | –                 | AF                | AF                | 2                 | 1                 | n. a. bzw. a. K.  | n. a. bzw. a. K.  | n. a. bzw. a. K. | n. a. bzw. a. K.  | n. a. bzw. a. K.  | n. a. bzw. a. K.  | n. a. bzw. a. K.  | 0 / 4          | 0 / 4          |
| Peking                       | nicht ausgetragen | nicht ausgetragen | nicht ausgetragen | nicht ausgetragen | –                 | 1                 | 1                 | AF                | 1                 | –                 | 1                 | 1                | 2                 | AF                | 1                 | n. a.             | 0 / 9          | 0 / 9          |
| Wuhan                        | nicht ausgetragen | nicht ausgetragen | nicht ausgetragen | nicht ausgetragen | nicht ausgetragen | nicht ausgetragen | nicht ausgetragen | nicht ausgetragen | nicht ausgetragen | –                 | 2                 | 1                | 2                 | 2                 | –                 | n. a.             | 0 / 4          | 0 / 4          |
| Olympische Spiele            | nicht ausgetragen | nicht ausgetragen | nicht ausgetragen | –                 | nicht ausgetragen | nicht ausgetragen | nicht ausgetragen | AF                | nicht ausgetragen | nicht ausgetragen | nicht ausgetragen | –                | nicht ausgetragen | nicht ausgetragen | nicht ausgetragen | nicht ausgetragen | 0 / 1          | 0 / 1          |
| Fed Cup                      | –                 | –                 | –                 | PO                | –                 | PO                | PO                | PO                | PO                | F                 | HF                | PO               | PO                | HF                | PO                | –                 | 0 / 11         | 0 / 11         |
| Statistik                    | Statistik         | Statistik         | Statistik         | Statistik         | Statistik         | Statistik         | Statistik         | Statistik         | Statistik         | Statistik         | Statistik         | Statistik        | Statistik         | Statistik         | Statistik         | Statistik         | S/N            | Sieg%          |
| Turnierteilnahmen            | 7                 | 15                | 24                | 23                | 22                | 28                | 25                | 26                | 27                | 23                | 22                | 22               | 24                | 24                | 21                | 7                 | Gesamt: 340    | Gesamt: 340    |
| Erreichte Finals             | 0                 | 3                 | 3                 | 0                 | 1                 | 3                 | 1                 | 2                 | 0                 | 0                 | 0                 | 1                | 5                 | 3                 | 3                 | 0                 | Gesamt: 25     | Gesamt: 25     |
| Gewonnene Titel              | 0                 | 2                 | 2                 | 0                 | 1                 | 2                 | 1                 | 0                 | 0                 | 0                 | 0                 | 0                | 2                 | 2                 | 1                 | 0                 | Gesamt: 13     | Gesamt: 13     |
| Hartplatz-Siege/-Niederlagen | 0:1               | 1:3               | 29:12             | 16:16             | 19:14             | 17:15             | 18:16             | 22:17             | 7:17              | 11:14             | 17:15             | 17:12            | 35:14             | 28:14             | 20:12             | 6:5               | 263:197        | 57 %           |
| Sand-Siege/-Niederlagen      | 2:6               | 25:8              | 19:8              | 7:5               | 12:4              | 18:9              | 18:7              | 9:9               | 9:8               | 8:8               | 8:8               | 10:7             | 9:7               | 11:7              | 1:6               | 1:2               | 167:109        | 61 %           |
| Rasen-Siege/-Niederlagen     | 0:0               | 0:0               | 0:0               | 1:1               | 2:2               | 0:1               | 2:2               | 4:2               | 0:1               | 0:1               | 0:2               | 0:2              | 4:2               | 7:3               | 6:2               | 0:0               | 26:21          | 55 %           |
| Teppich-Siege/-Niederlagen   | 0:0               | 6:2               | 4:2               | 6:2               | 3:1               | 1:1               | 0:0               | 0:0               | 0:0               | 3:1               | 0:0               | 0:1              | 0:0               | 0:0               | 0:0               | 0:0               | 23:10          | 70 %           |
| Gesamt-Siege/-Niederlagen    | 2:7               | 32:13             | 52:22             | 30:24             | 36:21             | 36:26             | 38:25             | 35:28             | 16:26             | 22:24             | 25:25             | 27:22            | 48:23             | 46:24             | 27:20             | 7:7               | 479:337        | 59 %           |
| Sieg%                        | 22 %              | 71 %              | 70 %              | 56 %              | 63 %              | 58 %              | 60 %              | 56 %              | 38 %              | 48 %              | 50 %              | 55 %             | 68 %              | 66 %              | 57 %              | 50 %              | Gesamt:        | 59 %           |
| Jahresendposition            | 1118              | 425               | 131               | 102               | 78                | 40                | 21                | 18                | 73                | 75                | 50                | 54               | 14                | 14                | 28                | –                 | N/A            | N/A            |

Zeichenerklärung: S = Turniersieg; F, HF, VF, AF = Einzug ins Finale / Halbfinale / Viertelfinale / Achtelfinale; 1, 2, 3 = Ausscheiden in der 1. / 2. / 3. Hauptrunde; RR = Round Robin (Gruppenphase); n. a. = nicht ausgetragen; a. K. = andere Kategorie; PO (Playoff) = Auf- und Abstiegsrunde im Fed Cup; K1, K2, K3 = Teilnahme in der Kontinentalgruppe I, II, III im Fed Cup.
Anmerkung: Die Turnierbilanz im ersten Teil beinhaltet die wichtigsten Turniere. WTA-Turniere unterhalb der Kategorien Tier I (bis 2008) bzw. Premier Mandatory und Premier 5 (seit 2009) werden nicht aufgeführt. Die Statistik im zweiten Teil berücksichtigt alle Ergebnisse im Einzel.

### Abschneiden bei Grand-Slam-Turnieren im Doppel
| Turnier         | 2009 | 2010 | 2011 | 2012 | 2013 | 2014 | 2015 | 2016 | 2017 | 2018 | 2019 | 2020 | Karriere |
| --------------- | ---- | ---- | ---- | ---- | ---- | ---- | ---- | ---- | ---- | ---- | ---- | ---- | -------- |
| Australian Open | —    | 1    | AF   | 2    | 2    | 2    | HF   | HF   | 1    | —    | —    | 2    | HF       |
| French Open     | —    | 2    | AF   | 1    | —    | 1    | 1    | AF   | —    | —    | —    | —    | AF       |
| Wimbledon       | —    | VF   | 1    | 1    | VF   | VF   | 1    | HF   | AF   | —    | —    | —    | HF       |
| US Open         | 1    | AF   | 2    | VF   | 2    | 1    | 1    | AF   | 1    | —    | 1    | —    | VF       |

### Abschneiden bei Grand-Slam-Turnieren im Mixed
| Turnier         | 2010 | 2011 | 2012 | 2013 | 2014 | 2015 | Karriere |
| --------------- | ---- | ---- | ---- | ---- | ---- | ---- | -------- |
| Australian Open | —    | —    | —    | —    | VF   | —    | VF       |
| French Open     | —    | —    | —    | —    | F    | —    | F        |
| Wimbledon       | 1    | —    | VF   | 2    | —    | —    | VF       |
| US Open         | —    | —    | 1    | 1    | 1    | AF   | AF       |